# Calshot Spit

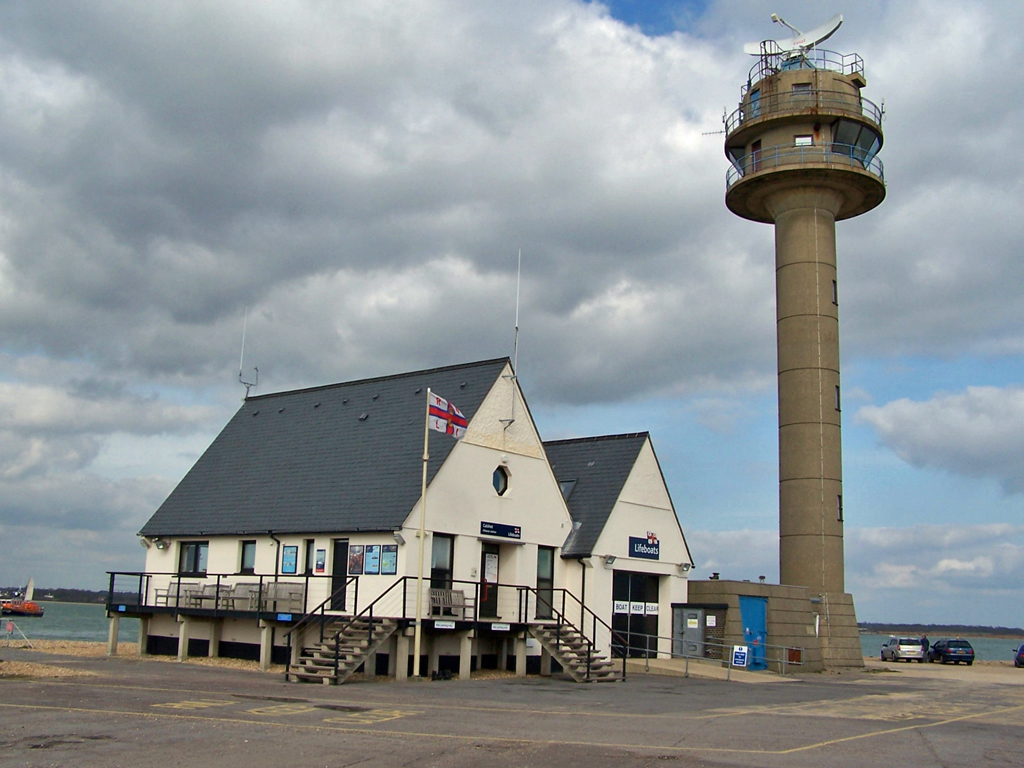
Livräddningsstationen på Calshot Spit.

Calshot Spit är en sandbank nära byn Calshot vid Southampton Water i Hampshire. Längst ut på Calshot Spit ligger fästningen Calshot Castle som Henrik VIII lät uppföra 1540. Här finns också en RNLI- och NCI-station. Stationen var tidigare en flyghamn för Royal Navys och Royal Air Forces flygbåtar och det var här som Storbritannien höll sina tävlingar om Schneidertrofén.